# Breakdance als Jocs Olímpics d'Estiu de 2024
La competició de breakdance als Jocs Olímpics d'Estiu de 2024 es va disputar del 9 al 10 d'agost de 2024 en el parc urbà de la Plaça de la Concòrdia de París, França.
Fou la primera vegada que el breakdance esdevingué esport olímpic tot i que ja fou presentada als Jocs olímpics de la joventut de 2018, a Buenos Aires, Argentina.

## Esdeveniments
Hi ha dos esdeveniments o competicions planificades individuals, una masculina i una altra femenina. Hi participaran 32 atletes (16 B-Girls i 16 B-Boys).

## Medallistes
| Event   | Or                       | Argent                   | Bronze           |
| ------- | ------------------------ | ------------------------ | ---------------- |
| B-Girls | Ami Yuasa "Ami"          | Dominika Banevič "Nicka" | Liu Qingyi "671" |
| B-Boys  | Philip Kim "Phil Wizard" | Danis Civil              | Victor Montalvo  |

## Medaller
| Posició | Delegació       | Or | Argent | Bronze | Total |
| 1       | Canadà          | 1  | 0      | 0      | 1     |
| 1       | Japó            | 1  | 0      | 0      | 1     |
| 3       | França          | 0  | 1      | 0      | 1     |
| 3       | Lituània        | 0  | 1      | 0      | 1     |
| 5       | Estats Units    | 0  | 0      | 1      | 1     |
| 5       | R.P. de la Xina | 0  | 0      | 1      | 1     |
| TOTAL   | TOTAL           | 2  | 2      | 2      | 6     |